# Вавилов, Андрей Петрович
Андре́й Петро́вич Вави́лов (род. 10 января 1961 года, Пермь) — бывший член Комитета Совета Федерации по бюджету, член Комиссии Совета Федерации по информационной политике, Представитель в Совете Федерации Федерального Собрания Российской Федерации от законодательного (представительного) органа государственной власти Пензенской области (дата подтверждения полномочий: 28 мая 2002 г., срок окончания полномочий: март 2010 г.), сложил досрочно полномочия по собственному желанию. Доктор экономических наук.
Перед избранием в СФ РФ — директор ЗАО «Институт финансовых исследований». Основатель благотворительного фонда «Научный потенциал».

## Профессиональная деятельность

### Ранний период
Родился 10 января 1961 года в Перми. В 1982 году окончил Московский институт управления им. Серго Орджоникидзе по специальности «экономист-кибернетик».
В 1983—1984 гг. — инженер-программист Вычислительного центра Министерства здравоохранения СССР.
В 1985 году окончил аспирантуру при Московском институте управления им. Серго Орджоникидзе. Защитил диссертацию на соискание научной степени кандидата экономических наук.
С 1985 по 1988 гг. — инженер, младший научный сотрудник Центрального экономико-математического института АН СССР. Во время работы в ЦЭМИ состоялось знакомство с Егором Гайдаром.
С 1988 по 1991 гг. — старший научный сотрудник Института экономики и прогнозирования научно-технического прогресса (ИЭПНТП) АН СССР.
В июле-августе 1990 года под руководством академика Станислава Шаталина и начальника сводного экономического отдела Совета Министров СССР Григория Явлинского (с 1995 года лидера партии «Яблоко») участвовал в разработке программы «500 дней» — нереализованного плана постепенного перехода Советского Союза на рыночную экономику.
В 1991 году — заведующий лабораторией Института проблем рынка АН СССР.
В 1991—1992 гг. работал научным сотрудником Института международной экономики Петерсона (Вашингтон, США).

### Период работы в Минфине РФ
По собственному утверждению, «в сентябре 1992 г. был назначен главой Департамента макроэкономики Министерства финансов РФ. …С ноября 1992 г. по 1997 г. являлся первым заместителем министра финансов».
Однако, по сведениям из официальных источников, А. П. Вавилов назначен первым заместителем министра финансов РФ 2 апреля 1992 года. В сферу ответственности Вавилова входила разработка и реализация эффективной макроэкономической политики, решение проблем федерального бюджета и выстраивание отношений с международными финансовыми организациями, такими как Международный валютный фонд и Международный банк реконструкции и развития.
С 1992 до ухода из Минфина РФ в 1997 г. А. П. Вавилов являлся членом Правительственной комиссии по государственному внешнему долгу и финансовым активам Российской Федерации, утвердившей 31 октября 1994 года список первоочередных платежей в счёт погашения внешней задолженности, осуществлявшихся начиная с 1995 г. через Консорциум уполномоченных российских банков, которому выделялись для этого соответствующие средства.
11 ноября 1992 года назначен членом Контрольно-наблюдательного Совета при Правительстве РФ. Занимал эту должность до 1994 года.
8 июля 1992 года назначен заместителем председателя Валютно-экономической Комиссии Правительства РФ.
С 7 октября 1992 по 2 августа 1993 года — ответственный секретарь Правительственной комиссии по вопросам кредитной политики.
С 15 декабря 1992 года — член Консультативного экспертного совета по проблемам экономической реформы.
С 19 марта 1993 года — член Межведомственной комиссии по стимулированию промышленного экспорта.
С 20 июня 1993 года — член Межведомственной комиссии по реализации Государственной целевой программы «Жилище».
С 3 октября 1993 года — член Правительственной комиссии РФ по сотрудничеству с международными финансовыми организациями и техническому содействию.
С 23 октября 1993 по 3 марта 1995 года — член Межведомственной комиссии по военно-техническому сотрудничеству РФ с зарубежными странами.
С 30 ноября 1993 года — член Межведомственной комиссии по социально-экономическим проблемам угледобывающих регионов.
В 1993 г. входил в оргкомитет по организации Российского банка реконструкции и развития.
После так называемого «черного вторника» (падения курса рубля на биржевых торгах 11 октября 1994 г.) и снятия в связи с этим исполняющего обязанности министра финансов С. Дубинина, 13 октября 1994 года назначен исполняющим обязанности министра финансов.
4 ноября 1994 года освобожден от должности исполняющего обязанности министра финансов в связи с назначением на пост министра финансов Владимира Панскова и 5 ноября года вновь назначен первым заместителем министра финансов Российской Федерации. Одновременно ему объявлен строгий выговор за допущение октябрьского кризиса.
С 13 декабря 1994 года — член Правительственной комиссии по вопросам финансовой и денежно-кредитной политики.
20 февраля 1995 года назначен статс-секретарем — членом Представительства Правительства РФ в Федеральном Собрании. Находился в этой должности по 1997 год.
С 24 февраля 1995 года — заместитель руководителя Межведомственной комиссии РФ по сотрудничеству с международными финансово-экономическими организациями и «Группой семи».
В ноябре-декабре 1995 года Вавилов подписывал от имени Минфина документы по залоговым аукционам, представлявшим собой, по мнению экспертов и СМИ, самую масштабную в России передачу госсобственности в частные руки. Сблизился с президентом «ОНЭКСИМ-банка» Владимиром Потаниным — автором идеи проведения аукционов.
8 февраля 1996 года, после отставки Чубайса с поста первого вице-премьера, введён в состав Комиссии Правительства РФ по экономической реформе.
В мае 1996 года вошёл в Совета директоров РАО «Газпром» в качестве представителя государства.
С июня 1996 года — заместитель руководителя группы по управлению контрольным пакетом акций Росэксимбанка, принадлежащих государству.
А. П. Вавилов был также одним из основателей рынка российского государственного долга, сначала внутреннего (государственных краткосрочных обязательств — ГКО) и затем иностранного (еврооблигации). В качестве первого заместителя министра финансов он отвечал за организацию выпуска первых российских еврооблигаций в 1996—1997 гг. и так называемые облигации Минфина. После запуска этого рынка управление государственным долгом было одной из приоритетных задач А. П. Вавилова на посту первого заместителя министра.
В мае 1996 года стал казначеем предвыборной кампании президента России Бориса Ельцина. В одном из интервью заявил, что именно ему Ельцин «доверил избирательные деньги». 25 июля 1996 года получил благодарность Президента Ельцина за активное участие в организации и проведении выборной кампании.
29 октября 1996 года состоялось заседание Совета директоров ЗАО «ОРТВ». Члены Совета директоров приняли решение выступить с рядом кадровых рекомендаций, в частности, акционерам рекомендовано ввести в состав Совета директоров первого заместителя министра финансов РФ Андрея Вавилова. На собрании акционеров 7 декабря 1996 года был введен в состав Совета директоров ЗАО «ОРТВ» и стал первым заместителем Председателя Совета директоров ОРТВ.
3 февраля 1997 года на стоянке у здания Минфина был взорван служебный автомобиль Вавилова, сам Вавилов в это время находился в здании министерства и не пострадал. Ряд СМИ выразили уверенность в том, что взрыв был попыткой покушения на замминистра.
В апреле 1997 года накануне реорганизации Правительства РФ 1 мая 1997 года подал в отставку и 17 апреля 1997 года был освобожден от обязанностей первого заместителя министра финансов «в связи с переходом на другую работу».

### Иная деятельность
С 15 мая 1997 года занимал должность президента банка «Международная финансовая компания» (МФК), входивший в холдинг «Интеррос» Потанина.
В июне 1997 года был предложен группой «ОНЭКСИМ-Банк» — МФК в состав Совета директоров РАО «Газпром», но на собрании акционеров не получил необходимого числа голосов.
В конце 1996 года А. П. Вавилов с коллегами основал Институт финансовых исследований — независимую группу экспертов-экономистов. Основная часть персонала Института состоит из высококвалифицированных экономистов и финансистов, ранее работавших в Центральном экономико-математическом институте Российской Академии наук и Банке «МФК», включая главу аналитического департамента «МФК». С 1998 по 2002 год А. П. Вавилов являлся директором ИФИ, а с 2002 г. — председателем научного совета Института. Одновременно в 1998—1999 гг. был советником Председателя Правления РАО «Газпром» по финансовым вопросам.
В 2000 году А. П. Вавилов приобрел контрольный пакет акций в маленькой российской нефтяной компании «Северная нефть», чьим крупнейшим акционером была компания «Коминефть», которой, в свою очередь, владел концерн «Лукойл». Будучи с апреля 2000 года Председателем Совета директоров, менее чем за четыре года он сделал эту компанию одним из ведущих независимых российских нефтяных производителей (среди компаний, не принадлежащих российским нефтяным холдингам).
В июне 2002 года Вавилов покинул пост председателя совета директоров компании «Северная нефть», оставшись, однако, её основным владельцем.
В июне 2003 года, когда «Лукойл» выставил очередной иск «Северной нефти», Вавилов объявил о продаже подконтрольных ему активов компании госкорпорации «Роснефть». Аналитики оценили общую сумму сделки в 500 миллионов долларов.
В 2002 году защитил диссертацию на соискание научной степени доктора экономических наук в Центральном экономико-математическом институте Российской Академии наук (тема диссертации: «Макроэкономические аспекты управления государственным долгом»).
С февраля 1998 года — руководитель экономического консультативного совета при главе Республики Алтай.
В феврале 1998 года был выдвинут Горно-Алтайским пассажирским автотранспортным предприятием кандидатом в депутаты Государственной Думы РФ от Горно-Алтайского избирательного округа. Инициатором выдвижения Вавилова стал Семен Зубакин. В марте 1998 года Избирательная комиссия Республики Алтай отказала Вавилову в официальной регистрации в качестве кандидата в депутаты Госдумы РФ по причине того, что Вавилов до прохождения регистрации начал вести предвыборную агитацию через СМИ и проводить встречи с трудовыми коллективами. Однако через несколько дней он все же был зарегистрирован кандидатом в депутаты Государственной Думы РФ.
31 мая 1998 года проиграл выборы Михаилу Лапшину, недобрав всего 1100 голосов на довыборах по Горно-Алтайскому одномандатному избирательному округу № 2.
С 27 июня 2002 года является членом Совета Федерации Федерального Собрания Российской Федерации — представителем от Законодательного Собрания Пензенской области.
До января 2008 года А. Вавилов входил в состав Комитета Совета Федерации по правовым и судебным вопросам.
3 апреля 2003 года основал Фонд «Научный потенциал» (Human Capital Foundation) — международную благотворительную организацию. Центральный офис Фонда расположен в Лондоне.
17 марта 2010 досрочно прекращены полномочия члена Совета Федерации Федерального Собрания Российской Федерации Андрея Петровича Вавилова в связи с его заявлением о сложении своих полномочий.
С марта 2010 г. А. П. Вавилов является Председателем совета директоров инновационной научно-производственной компании ЗАО «СуперОкс», действующей с 2006 г. «для разработки технологии производства высокотемпературных сверхпроводниковых проводов»; имеет производственные отделения в России и Японии.

## Уголовные дела и обвинения
С апреля 1997 года Вавилов проходил свидетелем по делу о хищении правительственного кредита на сумму в 231 миллион долларов США. Кредит, выделенный авиакорпорации «МиГ», должен был пойти на производство боевых самолётов для Индии. В 2000 году дело было прекращено за отсутствием состава преступления
28 мая 2001 года был вызван в Генпрокуратуру, где был извещён, что против него может быть возбуждено уголовное дело.
5 января 2004 года, по требованию федерального прокурора округа Северная Калифорния (США), личный самолёт Вавилова совершил вынужденную посадку в аэропорту города Палм-Бич; Вавилов был допрошен полицией, предположительно, по делу бывшего украинского премьера Павла Лазаренко, обвинявшегося в США в отмывании 114 млн долларов, суд над которым вскоре должен был начаться в США (в августе 2006 года Лазаренко был осужден на девять лет в связи с исчезновением в 1996-97 годах из «Газпрома» 700 миллионов долларов.
10 января 2007 года Верховный суд России удовлетворил ходатайство прокуратуры о возбуждении уголовного преследования против Андрея Вавилова.
11 июля 2008 года стало известно, что Вавилов дал согласие на прекращение в отношении него уголовного дела о хищении 231 млн долларов из госбюджета «по нереабилитирующим основаниям» (в связи с истечением срока давности); постановление следствия гласит, что вина Вавилова в мошенничестве в особо крупных размерах, а также злоупотреблении служебным положением «полностью доказана».
По сообщению газеты «КоммерсантЪ»:

«Следствие пришло к выводу, что Вавилов, занимавший пост первого заместителя министра финансов, совершил хищение и злоупотреблял служебным положением. В 1997 году Вавилов организовал выделение из бюджета кредита в размере 231 миллиона долларов МАПО МиГ якобы для производства самолётов МиГ-29. Однако соглашение с Индией о поставке истребителей, заключённое в 1992 году, к тому времени перестало выполняться. Эта сумма в результате сложной финансовой схемы попала на счета подставных компаний в офшорной зоне Антигуа и Латвии».
Вавилов обвинялся по двум статьям: ч. 4 статьи 159 и ч. 3 статьи 285 УК РФ (хищение путём мошенничества в особо крупных размерах и злоупотребление служебным положением, повлекшее тяжкие последствия).
Однако, как пишет «КоммерсантЪ»:

«Руководитель управления пресс-службы Совета федерации Юрий Козлов сообщил вчера „Ъ“, что Андрей Вавилов продолжает оставаться действующим членом Совета Федерации — на отставке сенатора в связи с признанием его виновным в хищении следственные органы не настаивают. Взыскивать с господина Вавилова и других обвиняемых похищенную сумму никто не собирается.»
В августе 2008 года компании Penthouse 2009 и Inc. Penthouse 2011 Inc., принадлежащие Андрею Вавилову, начали судебные иски против нью-йоркского застройщика El-Ad о якобы причинённом покупателю ущербе на сумму 30 миллионов долларов США.
Иск относится к покупке Андреем Вавиловым двух пентхаусов нью-йоркском центре Hotel Plaza стоимостью $53.5 миллиона, за которые Вавилов внёс предоплату 10,7 миллиона.

## Награды
- Благодарность Президента Российской Федерации (25 июля 1996 года) — за активное участие в организации и проведении выборной кампании Президента Российской Федерации в 1996 году[19].

## Публикации
Имеет более 20 научных публикаций.
- Andrey Vavilov, The Russian Public Debt and Financial Meltdowns // Palgrave Macmillan, September 2010
- Автор книги (в соавторстве с О. Вьюгиным) «Trade Patterns in tһе Former Soviet Union. Five Years' Policy Experience and tһе Future» (USA, ASPO, 1997).
- Вавилов А. Государственный долг: уроки кризиса и принципы управления. — М.: «Городец-издат», 2001. — 302 с.
- Вавилов А., Ковалишин Е. Принципы государственной долговой политики. // Вопросы экономики. 2001. № 8.
- Вавилов А. П., Трофимов Г. Ю. Рост на исходе?, Ведомости, 16 мая 2000.
- Вавилов А. П. «В неоправданном долгу», статья в еженедельнике «КоммерсантЪ-Деньги», опубликована в № 17 (270) за 3 мая 2000 года.
- Вавилов А. П. «Внутренние проблемы внешнего долга», статья в газете «КоммерсантЪ», опубликована в № 59 (1944) за 6 апреля 2000 года.
- Вавилов А. П. «Новый русский кризис», статья для еженедельника «Новая газета», опубликована в № 2 (525) за 18-24 января 1999 года.
- Вавилов А. П., Ковалишин Е. А. «К истории банкротств и дефолтов», статья для еженедельника «Новая газета», опубликована в № 9 (532) за 16-23 марта 1999 года.
- Вавилов А. П., Поманский А. Б., Трофимов Г. Ю. Пенсионная реформа в России: анализ переходного процесса, Вопросы экономики, № 2, 1999.
- Вавилов А., Ковалишин Е. Проблемы реструктуризации внешнего долга России: теория и практика. // Вопросы экономики. 1999. № 5.
- Вавилов А., Поманский А., Трофимов Г. и др. Финансовый кризис и государственный долг. // М.: Институт финансовых исследований, 1999.

## Собственность
В мае 2005 года Вавилов был назван российским журналом Forbes в числе 100 самых богатых россиян. Его состояние было оценено журналом в 380 миллионов долларов. Таким образом, он занял 80-е место в рейтинге богатейших коммерсантов России. Свои деньги бизнесмен, по его собственным словам, которые процитировал Forbes, предпочитал размещать «по разного рода инвестиционным стратегиям на развитых рынках», а не в России, где он «сейчас вообще ничего не стал бы покупать». СМИ отмечали, что сенатор-миллионер на дату публикации своей фамилии в списке Forbes был прописан в селе Кривошеевка Нижнеломовского района Пензенской области, и налоги со своих доходов платил в областную казну.
По данным майского номера журнала «Русский Forbes», за 2006 год в списке 100 самых богатых бизнесменов России Вавилов занимал уже лишь 95-ю строчку с капиталом 470 миллионов долларов. Таким образом, за год состояние сенатора-бизнесмена увеличилось на 90 млн долларов.
С 2006 года владеет созданной им технологической компанией «СуперОкс».

## Семья
Первая жена — актриса Марьяна Цареградская.
В 2000 году на улицах Москвы появились билборды с портретами жены Вавилова бывшей актрисы театра «Ленком» Марьяны Цареградской (1972—2017) и надписями «Привет, Марьяна» и «Любимая, любимая». Кампания обошлась Вавилову в 160 тыс. долларов и имела целью примирение с женой. В 2005 году у Андрея и Марьяны родилась дочь которую назвали Гойя-Вивиен, а в 2014 году — сын Данте Габриэль. В 2017 году Марьяна умерла от онкологического заболевания.
Вторая жена — модель Инга Барковская.
Третья жена (с 2021) — наездница София-Антуанетта Дилуа (настоящее имя Софья Коломийцева), дочь владелицы компании по производству меховых шуб Джулии Дилуа (настоящее имя Юлия Коломийцева).